# 遊覽入口 (阿拉斯加州)
遊覽入口（英語：Excursion Inlet）是位於美國阿拉斯加州海恩斯自治市鎮的一個非建制地區和人口普查指定地區。根據2010年美國人口普查，該地人口為12人，而該地的面積約為143.50平方千米。

## 地理
遊覽入口的座標為58°24′41″N 135°24′31″W / 58.41139°N 135.40861°W，而該地的平均海拔高度為24米（即79英尺）。